# Amécourt

Amécourt este o comună în departamentul Eure, Franța. În 1 ianuarie 2022 avea o populație de 174 de locuitori.